# Millbrook U.S.A.
Millbrook U.S.A. (2003) is het dertigste album van Golden Earring (inclusief de liveplaten).
Na een sabbatical year en de compilatie-cd The Devil Made Us Do It (2000) reisde Golden Earring in juni en oktober 2002 tweemaal naar de Verenigde Staten. Een paar uur rijden van New York trok het viertal zich met vriend Frank Carillo terug in Millbrook (New York) om daar in een studio een nieuwe cd op te nemen. Vandaar de titel Millbrook U.S.A. Het resultaat is een ongecompliceerd rechttoe-rechtaan-rockalbum zonder al te veel overdubs en geavanceerde studiotechnieken. Het op het eerste gehoor homogene album geeft in de details zijn nuances prijs. Vergelijk The Hammer of Love, Albino Moon, Skyscraper Hell of a Town en Better Off Dead met elkaar. Colourblind gaat over Herman Brood, in On a Night Like You wordt een actrice uit de Amerikaanse tv-serie The X-Files in herinnering gebracht. Millbrook U.S.A. sluit af met The Last Frontier Hotel, een typische Kooymans-ballad en broertje van Hold Me Now en Whisper in a Crowd.

## Nummers
1. The Hammer of Love (3.46)
2. Albino Moon (3.55)
3. Skyscraper Hell of a Town (4.18)
4. A Sound I Never Heard (4.46)
5. Better Off Dead (3.56)
6. Colourblind (4.10)
7. On a Night Like You (3.51)
8. Kingfisher (5.20)
9. Coming In Going Out (3.10)
10. The Thief (3.47)
11. Beautiful Blue (4.11)
12. Love is a Loser (When Lust Comes Around) (4.20)
13. The Last Frontier Hotel (3.49)

Discografie